# Michael Pasfield
Michael Pasfield, né en 1961, est un patineur artistique et entraîneur australien. Il est double champion d'Australie en 1980 et 1981,.

## Biographie

### Carrière sportive
Michael Pasfield commence à patiner en mai 1970 dans le cadre de cours collectifs. Ses entraîneurs sont Jack Lee, Nita Solomon, Gretchen Black (Doolan), John Nicks, Gary Visconti, Terri Rudolf, Arthur Bourque, Ron Ludington et Ron Frank. Il est double champion d'Australie en 1980 et 1981.
Il représente son pays à trois mondiaux juniors à Megève (1976, 1977 et 1978) et deux mondiaux seniors (1981 à Hartford et 1982 à Copenhague). Il ne participe jamais aux Jeux olympiques d'hiver.
Il arrête les compétitions sportives après les mondiaux de 1982.

### Reconversion
Il devient entraîneur de patinage artistique dans son pays.

### Vie privée
Il est le père et l'entraîneur de Zara Pasfield (née le 28 juin 1995 à Sydney), championne australienne 2011, et Katie Pasfield (née le 25 août 1998 à Sydney), double médaillée de bronze nationale australienne 2016 et 2017.

## Palmarès
| Compétitions principales      | 1976    | 1977    | 1978    | 1979    | 1980    | 1981    | 1982    |  |  |  |  |  |  |  |
| Jeux olympiques d'hiver       |         |         |         |         |         |         |         |  |  |  |  |  |  |  |
| Championnats du monde         |         |         |         |         |         | 18e     | 26e     |  |  |  |  |  |  |  |
| Championnats d'Australie      |         |         |         |         | 1er     | 1er     |         |  |  |  |  |  |  |  |
| Championnats du monde juniors | 14e     | 4e      | 7e      |         |         |         |         |  |  |  |  |  |  |  |
|                               |         |         |         |         |         |         |         |  |  |  |  |  |  |  |
| Autre Compétition             | 1975/76 | 1976/77 | 1977/78 | 1978/79 | 1979/80 | 1980/81 | 1981/82 |  |  |  |  |  |  |  |
| Skate America                 |         |         |         |         |         |         | 12e     |  |  |  |  |  |  |  |
|                               |         |         |         |         |         |         |         |  |  |  |  |  |  |  |